# Cox’s Pomona

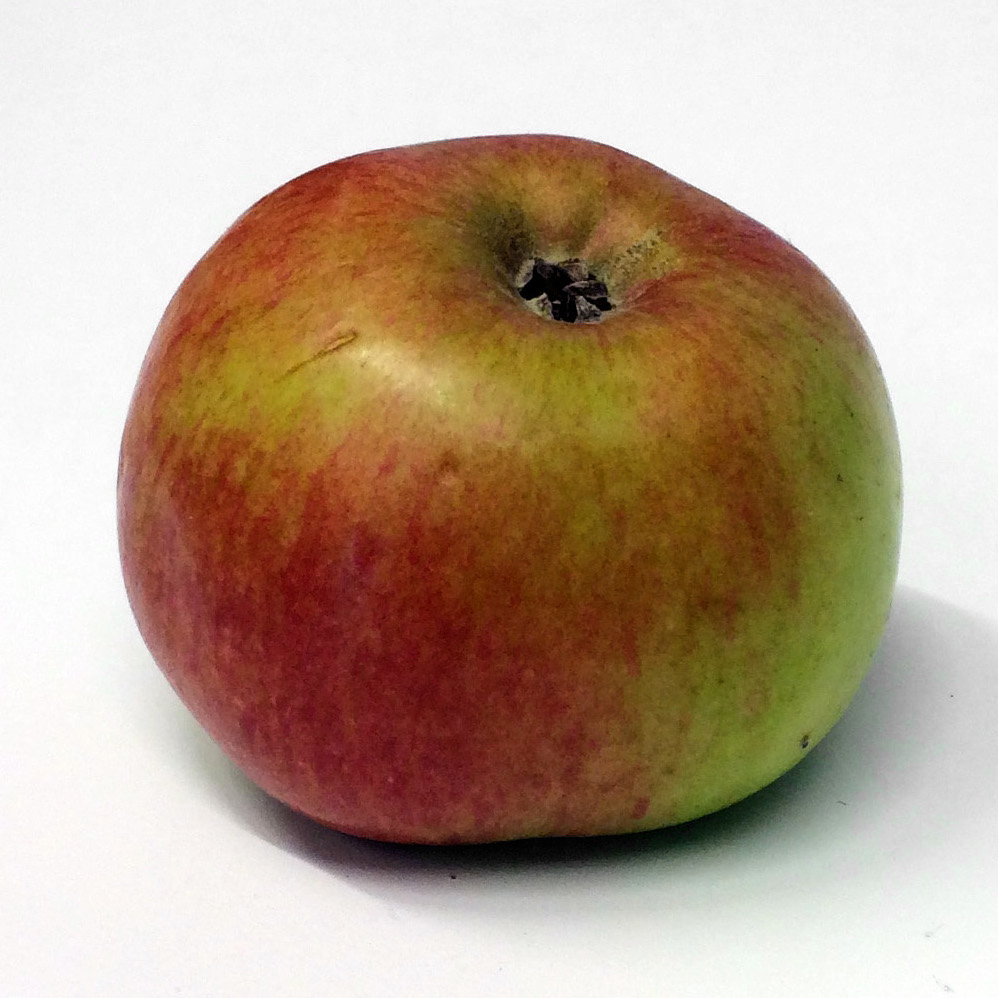
Ett äpple av sorten Cox’s Pomona, fotograferat i samband med Nordiska museets äppelfestival i september 2014.

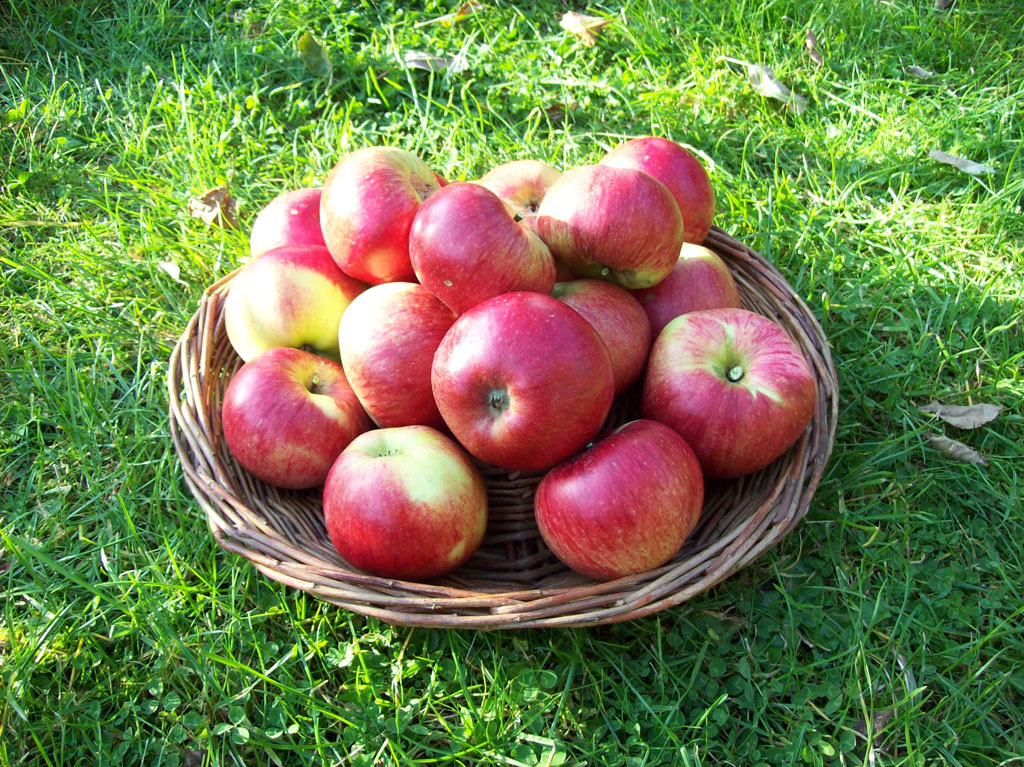
Cox's Pomona.

Cox's Pomona (litografi av målning av Axel Hjelm (1868–1944)).

Cox’s Pomona  är en äppelsort vars skal är mestadels rött, och köttet vitt. Sorten är uppkommen genom en kärnsådd av Richard Cox i England år 1824. Äpplet är kantigt, formen påminner om Signe Tillisch. Blomningen är något sen, och äpplet pollineras av bland annat Cox’s Orange, Filippa, Golden Noble, Gul Richard, Guldparmän, James Grieve, Melon, Signe Tillisch, Stenkyrke och Transparente de Croncels. I Sverige odlas Cox’s Pomona gynnsammast i zon I-IV.. Normal skördetid i zon 1 24/9. 
På grund av sortens stora bördighet blev den mycket populär i Danmark och Sverige i början av 1900-talet. I sortens hemland England har den bara odlats i liten utsträckning. Äpplet har ingen eller svag arom. Har självsterilitetsgenerna S1S34. Är en av föräldrarna till sorten Ingrid Marie. Angrips ofta av skorv, fruktträdskräfta och skadedjur. Äpplemusten innehåller 0,60% syra och 11,4% socker.
Började säljas av Alnarps trädgårdar år 1879.

## Namnet
Äppelsortens namn kommer av den brittiske fruktodlaren Richard Cox och pomona, latin för 'frukt'.